# Tripoplax kobjakovae
Tripoplax kobjakovae is een keverslakkensoort uit de familie van de Ischnochitonidae.